# Trofeu Vicente Acebedo
El Trofeu Vicente Acebedo és un premi que lliura anualment la Reial Federació Espanyola de Futbol (RFEF) als millors àrbitres i assistents de cada temporada a la Primera i Segona divisió espanyola de futbol.
El trofeu va ser creat el 2008, a proposta de Victoriano Sánchez Arminio, president del Comitè Tècnic d'Àrbitres (CTA) de la RFEF, i pren el nom de Vicente Acebedo, que va ser vicepresident d'aquest organisme i membre del Comissionat de la FIFA per a l'estudi de les regles de joc.

## Palmarès

### Primera Divisió
| Temporada | Àrbitre                            | Assistent                      |
| --------- | ---------------------------------- | ------------------------------ |
| 2007-08   | Manuel Enrique Mejuto González     | Juan Carlos Yuste Jiménez      |
| 2008-09   | Alberto Undiano Mallenco           | Jesús Calvo Guadamuro          |
| 2009-10   | Alberto Undiano Mallenco (2)       | Fermín Martínez Ibáñez         |
| 2010-11   | Carlos Velasco Carballo            | Roberto Alonso Fernández       |
| 2011-12   | David Fernández Borbalán           | Raul Cabañero Martinez         |
| 2012-13   | Carlos Clos Gómez                  | 2013-14                        |
| 2013-14   | Antonio Miguel Mateu Lahoz         | Pau Cebrián Devís              |
| 2014-15   | José Luis González González        | José María Sánchez Santos      |
| 2015-16   | Carlos del Cerro Grande            | Roberto Díaz Pérez del Palomar |
| 2016-17   | Alejandro José Hernández Hernández | Teodoro Sobrino Magán          |
| 2017-18   | Jesús Gil Manzano                  | Diego Barbero Sevilla          |
| 2018-19   | Xavier Estrada Fernández           | Jon Núñez Fernández            |
| 2019-20   | José María Sánchez Martínez        | Alfonso Baena Espejo           |
| 2020-21   | Antonio Miguel Mateu Lahoz (2)     | Pau Cebrián Devís (2)          |

### Segona Divisió
| Temporada | Àrbitre                            | Assistent                      |
| --------- | ---------------------------------- | ------------------------------ |
| 2007-08   | Antonio Miguel Mateu Lahoz         | Rómulo Alvárez Zárate          |
| 2008-09   | José Luis González González        | Ignacio Rubio Palomino         |
| 2009-10   | José Antonio Teixeira Vitienes     | Pau Cebrián Devis              |
| 2010-11   | Pedro Jesús Pérez Montero          | Francisco Javier Martín García |
| 2011-12   | Alejandro José Hernández Hernández | Abrahám Álvarez Cantón         |
| 2012-13   | Juan Martínez Munuera              | Francisco Javier García Sabuco |
| 2013-14   | Mario Melero López                 | Jorge Bueno Mateo              |
| 2014-15   | José María Sánchez Martínez        | Javier Martínez Nicolás        |
| 2015-16   | José Luis Munuera Montero          | José Carlos Escuela Melo       |
| 2016-17   | Pablo González Fuertes             | Iván Hernández Ramos           |
| 2017-18   | Adrián Cordero Vega                | Antonio L. Cerezo Parfenof     |
| 2018-19   | César Soto Grado                   | Diego Sánchez Rojo             |
| 2019-20   | Jorge Figueroa Vázquez             | Rubén Porras Rico              |
| 2020-21   | Alejandro Muñiz Ruiz               | Alejandro Estévez Iglesias     |

### Primera Divisió Femenina
| Temporada | Àrbitre                        | Assistent                       |
| --------- | ------------------------------ | ------------------------------- |
| 2017-18   | Marta Huerta de Aza            | Rocío Puente Pino               |
| 2018-19   | Marta Frías Acedo              | Silvia Fernández Pérez          |
| 2019-20   | Ainara Andrea Acevedo Dudley   | Eliana Fernández González       |
| 2020-21   | María Dolores Martínez Madrona | Matilde Estévez-García Biajakue |